# Kalendarium Niedźwiady
Niedźwiada – dziś Niedźwiada Duża, dawna Niedzwiada Szlachecka, powstała z części szlacheckiej w Niedzwiedzie, oraz Niedźwiada Mała, dawna Niedzwiada Klasztorna, powstała z części klasztoru świętokrzyskiego w Niedzwiedzie, wieś położona około 7 km na NW od Opola Lubelskiego, ok. 67 km na NE od klasztoru świętokrzyskiego, od W graniczy z Braciejowicami.
Nazwy miejscowe wsi w dokumentach źródłowych: 1427-68 1470-80 „Myedzwada”, „Myedzwyeda”, „Myedzwyedza” „Mychowsky”, 1496 „Nyedzv(w)yada”, „Nieczwyada”, „Niedzwya”, 1529 „Nyedzwyada”, 1531 „Nyedzvyada”, „Niedzwÿada”, 1537 „nÿedzwÿada”, 1553 „Niedzwiada” (1651 „Niedzwiada”, w „Niedzwiadey”, „Niedzwiedzanie”), 1827 „Niedźwica duża”, „Niedźwica mała”.

## Podległość administracyjna świecka i kościelna
1477, 1652 powiat urzędowski.
1531, 1553, 1787, 1827 powiat lubelski.
1470-80 parafia Opole (Długosz L.B. t.II s.546, t.III s.242), 1827 parafia „Niedźwica”.

## Opis granic
- 1427 – pod datą występuje jezioro[1]
- 1443 – graniczy z Opolem (Lubelskim)[1]
- 1468 – graniczy z Łaziskami[1]
- 1470-80 – graniczy z Opolem (Długosz L.B. III 242),
- 1496 – Głodno graniczy z Janiszowem: kopiec przy potoczku koło drogi z Janiszowa do Niedźwiady przy granicy z Łaziskami, krzakami i bagnami przy Jurkowym polu, Psią górą do potoczka, polami i łąkami do drogi z Janiszowa do Głodna i polami do granicy Kamienia[8]
- 1496 – Otto z Pilczy i Kraśnicy podkomorzy lubelski rozgranicza części Niedźwiady należące do Jana opata i konwentu świętokrzyskiego od części Niedźwiady należącej do Stanisława Chobrzańskiego z Łazisk: granica biegnie od jeziora Jeżyna (Yezyna) należącego do Stanisława przez wieś (tu brak 1,5 wiersza w dokumencie) do drogi młyńskiej (mlynszka) z młyna w Niedźwiadzie do Łazisk, drogą przez bór do strumienia, stąd przez bór, dąbrowę i bagniska, inaczej „olschyny”, do granicy między Janiszowem, Łaziskami i Głodnem nad wielkim potoczkiem[8].
- 1537 – Piotr z Bystrzejowic sędzia i Andrzej Lasota z Łopiennik podkomorzy i podsędek ziemski lubelski określają granicę między Słupczą i Niedźwiadą należącymi do Jana Łukaszowica a włościami klasztoru świętokrzyskiego, tzn. Braciejowicami, Głodnem i Niedźwiadą.

zapis o tym że Jan „Curas” ze Słupczy może, podobnie jak jego poprzednicy, postawić jaz na Wiśle (Vesla) koło brzegu należącego do Braciejowic, bez naruszania starej granicy między jego wsią Niedźwiada a posiadłościami opactwa, która zaczyna się od dębowego ula stojącego na brzegu Wisły (Visla), prowadzi wzdłuż dalszych uli dębowych z wyciosanymi znakami krzyża, przez las zwany Nieciecza (nÿecziecza), krańcem jeziora „dzierża szua”, koło jeziora „podmyedze” na lewo od Wisły w kierunku wsi Niedzwiada, do dębowego ula, prosto do łąki „Cyiedynykye”, miejsca błotnistego, niemal rzeczki, do starego kopca tu usypanego, na którym znajduje się pal wierzbowy z 2 ciosami krzyża, stąd do jeziora „Stanisławÿ” pod Niedźwiadą, do jazu „Madeÿwski”, przy którym stoi dąb z 3 ciosami krzyża, wzdłuż tegoż jeziora do narożnicy między Niedźwiadą opata świętokrzyskiego a Niedźwiadą należącą do Jana i Stanisława Chobrzańskich.

## Kalendarium własności
Własność podzielona – początkowo własność szlachecka, od lat 1442–1468 szlachecka i klasztoru świętokrzyskiego.

### Własność szlachecka – ObecnieNiedźwiada Duża
- 1433 – Jan rządca W Niedźwiadzie[1].
- 1441 – Piotr z Wrzelowa kupuje od Grota z Faliszowic ⅓ część Łazisk oraz 3 łany, zagrody i karczmy w Niedźwiadzie za 100 grzywien (ZL I 93) (BPAN rps 8644 33)[10].
- 1443 – dziedzicem Wojciech z Michowa[1]
- 1465 – Piotr Drozd (być może kmieć?)[1](S. Kuraś w SHGL umieszcza tę zapiskę w części klasztornej Niedźwiady, jednak według Długosz L.B. w części klasztoru świętokrzyskiego nie było kmieci, zobacz też Uwagi)
- 1468 – dziedzicami są bracia niedzielni Jan, Warsz, Wojciech, Rafał, Dziersław (Michowscy)[1].
- 1468-69 – dziedzicem był Marcin Michowski z Rudna[1].
- 1470-80 – dziedzicami byli Chobrzański i Michowski herbu Rawa (Długosz L.B. III 242);
- 1477 – Warsz z Michowa sprzedaje Kaliszanki i Niedźwiadę za 400 grzywien Janowi Słupeckiemu z Opola, co potwierdza Andrzej Morawiec z Kolczyna (ib. 94);
- 1496 – dziedzicem był Stanisław Chobrzański z Łazisk[11].
- 1531-33 – odnotowano pobór z 1 łana[12] [13].
- 1537 – dziedzicami byli Jan Łukaszowic, Jan i Stanisław Chobrzańscy[9].
- 1676 – część szlachecka liczy 82 poddanych[14].
- 1827 – Niedźwiada Duża ma 80 domów i 674 mieszkańców[7].

### Własność klasztoru świętokrzyskiego obecnieNiedźwiada Mała
- 1470-80 część wsi należy do klasztoru świętokrzyskiego, w tym 3 karczmy z rolą. Karczmarze płacą po 0,5 grzywny czynszu, nie pracują (Długosz L.B. III 242);
- 1529 – należy do stołu konwentu, płaci 0,5 grzywny czynszu[15].
- 1553 – Zygmunt August przenosi na prawo niemieckie imiennie wyliczone posiadłości klasztoru świętokrzyskiego, w tym część Niedźwiady należącą do klasztoru (1/2)[5].
- 1650 – część Niedźwiady należy do stołu konwentu świętokrzyskiego[16].
- 1650 – konwent świętokrzyski daje pobór z 7 domów[17].
- 1651 – własność konwentu, we wsi 4 półrolnych, 2 zagrodników, 4 chałupników, 4 komorników. Poddani płacą czynsze jak w Głodnie, pańszczyzna i pomocne jak w Boiskach. Półrolni dają po 1 kapłonie i 15 jaj, 3 maty, 0,5 korca chmielu i 1 korzec żołędzi, zagrodnicy i chałupnicy dają po 1 korcu żołędzi, a komornicy po 0,5 kor. żołędzi[18].
- 1676 – część klasztorna liczy 34 poddanych[14].
- 1787 – Niedźwiada liczy 89 mieszkańców[19].
- 1819 – część Niedźwiady wchodząca w skład folwarku Głodno należy do konwentu świętokrzyskiego[20].
- 1827 – Niedźwiada Mała ma 36 domów i 318 mieszkańców[7].

## Powinności dziesięcinne
Dziesięcina należy do klasztoru świętokrzyskiego i plebana Opola Lubelskiego.
- 1470-80 – z części klasztoru w Niedźwiedzie, to znaczy z 3 karczem z rolą, dziesięcinę snopową wartości 1 grzywny dowożą klasztorowi świętokrzyskiemu, z części szlacheckiej to znaczy z łanów kmiecych, dziesięcinę snopową i konopną dowożą plebanowi Opola (Długosz L.B. III 242-3);
- 1529 – z Wrzelowa i Niedźwiady dziesięcina snopowa wartości 1,5 grzywny należy do stołu konwentu świętokrzyskiego[21].
- 1652 – dziesięcina snopowa należy do stołu konwentu świętokrzyskiego[22].
- 1819 – do stołu konwentu należy dziesięcina snopowa wartości 36 zł[23].

## Studenci Uniwersytetu Krakowskiego
- 1459 – Mikołaj syn Andrzeja, student Uniwersytetu Krakowskiego[24].

## Badania archeologiczne
Prowadzone w ramach programu „Archeologiczne Zdjęcia Polski” badania potwierdzają ślady osadnictwa z okresu VIII-IX i następnie XI-XIII w.